# ۲۰۰۴

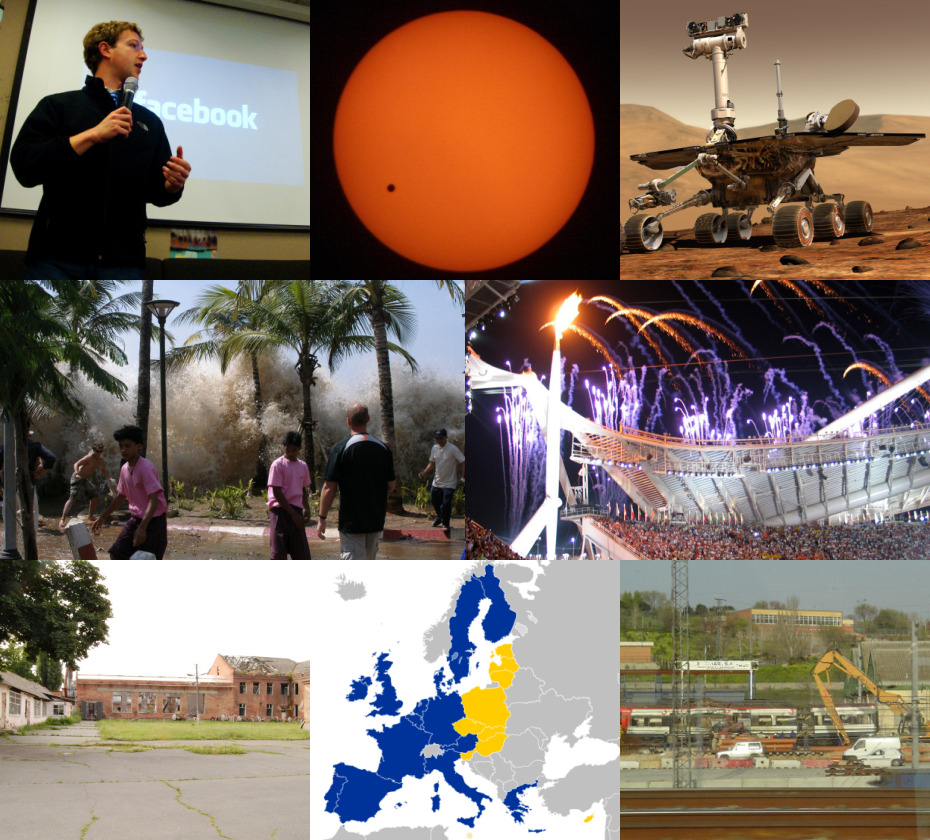

سال ۲۰۰۴ (میلادی) دوهزار و چهارمین سال تقویم گریگوری است که از ۱ ژانویه آغاز و تا ۳۰ دسامبر ۲۰۰۴ پایان می‌یابد.

## رویدادها
- بازی‌های المپیک تابستانی ۲۰۰۴ آتن از ۱۳ اوت ۲۰۰۴ تا ۲۹ اکتبر ۲۰۰۴ میلادی.
- برگزاری دادگاه شهلا جاهد(پرستار،دانشجوی روان‌شناسی و همسر دوم موقت ناصر محمدخانی) محکوم به قتل لاله سحرخیزان(خیّر و همسر اول ناصر محمدخانی)۶ ژوئن[۱]

## وقایع

### فوریه
- ۴ فوریه - فیسبوک تأسیس شد.
- ۱۵ فوریه - ایران پیشنهاد می‌کند تحت نظارت آژانس بین‌المللی انرژی اتمی، سوخت رآکتور هسته‌ای بفروشد.[۲]
- ۱۸ فوریه - روزنامه‌های شرق و یاس نو به دستور دادستانی تهران توقیف می‌شوند.[۳][۴]
- ۲۰ فوریه - انتخابات هفتمین مجلس شورای اسلامی برگزار می‌شود، با پیروزی قاطع محافظه‌کاران در بسیاری از حوزه‌ها.[۵]
- ۲۶ فوریه
  - ممنوعیت سفر از آمریکا به لیبی پس ۲۳ سال لغو شد.
  - بوریس ترایکوفسکی رئیس جمهور مقدونیه در اثر سانحه هوایی در نزدیکی شهر موستار در بوسنی و هرزگووین کشته شد.

### مارس
- ۶ مارس - ئاشتی، اولین روزنامهٔ کردی ایران منتشر می‌شود.[۶]

### آوریل
- ۱۳ آوریل - ۹ نفر از بازیکنان تیم ملی فوتبال افغانستان در ایتالیا ناپدید می‌شوند.[۷]
- ۱۷ آوریل - روزنامهٔ وقایع اتفاقیه با الهام از نام روزنامهٔ وقایع اتفاقیهٔ امیرکبیر منتشر می‌شود[۸][۹]
- ۲۰ آوریل - لوح یادبود قربانیان میکونوس در برلین پرده‌برداری می‌شود.[۱۰]
- ژوئن
- برگزاری دادگاه شهلا جاهد(پرستار،دانشجوی روانشناسی و همسر دوم موقت ناصر محمدخانی)محکوم به قتل لاله سحرخیزان (خیّر و همسر اول ناصر محمدخانی) ۶ ژوئن [۱]

## درگذشت‌ها

### ژانویه
- ۴ ژانویه – جوان آیکین، نویسنده بریتانیایی (زاده ۱۹۲۴)
- ۷ ژانویه – اینگرید تولین، بازیگر سوئدی (زاده ۱۹۲۶)

### فوریه
- ۱۷ فوریه – عماد خراسانی، شاعر کلاسیک.[۱۱]
- ۲۷ فوریه – پل سوئیزی، اقتصاددان آمریکایی (زاده ۱۹۱۰)
- ۲۸ فوریه – دانیل بورستین، کتابدار آمریکایی (زاده ۱۹۱۴)

### مارس
- ۲ مارس – مرسدس مک‌کمبریج، بازیگر آمریکایی (زاده ۱۹۱۶)
- ۷ مارس – پل وینفیلد، بازیگر آمریکایی (زاده ۱۹۴۱)
- ۱۵ مارس – جان پاپل، ریاضی‌دان و شیمی‌دان بریتانیایی (زاده ۱۹۲۵)
- ۲۶ مارس – جن استرلینگ، بازیگر آمریکایی (زاده ۱۹۲۱)

### آوریل
- ۱ آوریل – کری اسنادگرس، بازیگر آمریکایی (زاده ۱۹۴۵)
- ۳۰ آوریل – طنز پرداز ایرانی کیومرث صابری مشهور به گل‌آقا.[۱۲]

### مه
- ۳ مه – سوسن، خواننده
- ۴ مه – احمد میرفندرسکی، سیاست‌مدار

### ژوئن
- ۵ ژوئن – رونالد ریگان: چهلمین رئیس جمهور آمریکا (زاده ۱۹۱۱)
- ۱۰ ژوئن – ری چارلز، پیانیست و آهنگساز آمریکایی (زاده ۱۹۳۰)

### ژوئیه
- ۱ ژوئیه – مارلون براندو، بازیگر و کارگردان آمریکایی (زاده ۱۹۲۴)
- ۶ ژوئیه – تامس کلستیل، سیاست‌مدار و دیپلمات اتریشی (زاده ۱۹۳۲)
- ۱۹ ژوئیه – زنکو سوزوکی، سیاست‌مدار ژاپنی (زاده ۱۹۱۱)

### اوت
- ۱ اوت – فیلیپ آبلسون، فیزیک‌دان و شیمی‌دان آمریکایی (زاده ۱۹۱۳)
- ۳ اوت – آنری کارتیه-برسون، عکاس فرانسوی (زاده ۱۹۰۸)
- ۶ اوت – ریک جیمز، خواننده-ترانه‌سرا، تهیه‌کننده موسیقی، گیتاریست، ترانه‌سرا، آهنگساز، و خواننده آمریکایی (زاده ۱۹۴۸)
- ۱۲ اوت – گادفری هانسفیلد، مهندس بریتانیایی (زاده ۱۹۱۹)
- ۱۴ اوت – چسواو میوُش، شاعر، دیپلمات، و نویسنده لهستانی (زاده ۱۹۱۱)
- ۱۷ اوت – جرارد سوزی، خواننده فرانسوی (زاده ۱۹۱۸)
- ۲۶ اوت – لورا برانیگن، خواننده و بازیگر آمریکایی (زاده ۱۹۵۷)
- ۳۰ اوت – فرد لارنس ویپل، ستاره‌شناس آمریکایی (زاده ۱۹۰۶)

### سپتامبر
- ۲ سپتامبر – دلکش، خواننده
- ۲۰ سپتامبر – برایان کلاف، بازیکن فوتبال بریتانیایی (زاده ۱۹۳۵)
- ۲۴ سپتامبر – فرانسواز ساگان، نویسنده فرانسوی (زاده ۱۹۳۵)

### اکتبر
- ۱ اکتبر – ریچارد اودان، عکاس آمریکایی (زاده ۱۹۲۳)
- ۳ اکتبر
  - جنت لی، بازیگر آمریکایی (زاده ۱۹۲۷)
  - دونالد ویل داگلاس جونیور، قایقران اهل ایالات متحده آمریکا (ز. ۱۹۱۷)
- ۸ اکتبر – ژاک دریدا، نویسنده و فیلسوف فرانسوی (زاده ۱۹۳۰)
- ۲۳ اکتبر – بیل نیکلسون (بازیکن فوتبال)، بازیکن فوتبال بریتانیایی (زاده ۱۹۱۹)

### نوامبر
- ۹ نوامبر – املین هیوز، بازیکن فوتبال بریتانیایی (زاده ۱۹۴۷)
- ۲۳ نوامبر – رافائل ایتان، سیاست‌مدار اسرائیلی (زاده ۱۹۲۹)
- ۲۹ نوامبر – جان درو باریمور، بازیگر آمریکایی (زاده ۱۹۳۲)

### دسامبر
- ۸ دسامبر – دایمبگ دارل، گیتاریست آمریکایی (زاده ۱۹۶۶)
- ۳۱ دسامبر – ژرار دوبرو، ریاضی‌دان و اقتصاددان فرانسوی (زاده ۱۹۲۱)